# Michael D. Penner
Pour les articles homonymes, voir Penner.
Michael D. Penner (né en 1969 à Montréal) est un avocat et entrepreneur québécois.
Il est président et chef de la direction de PEDS – Chaussettes et cie. Il a été président du conseil d'administration d’Hydro-Québec d'octobre 2014 à novembre 2018 et membre du conseil d’administration du GSEP (Global Sustainable Electricity Partnership).

## Études et carrière juridique
M. Penner détient un doctorat en droit de l’Université Hofstra de Long Island (New York). Auparavant, il a fait ses études secondaires au Selwyn House School (en) à Westmount (Montréal) et a obtenu un baccalauréat ès arts de l’Université McGill de Montréal (Québec) Il a commencé sa carrière comme avocat à New York, d’abord chez Rivkin Radler & Kremer, puis chez Olsten Corporation.

## Carrière dans le monde des affaires
Michael Penner est entré au service de PEDS en 1998 et il a fait l’acquisition de l’entreprise en 2006 . Il a non seulement dirigé l’entreprise durant le ralentissement économique qui a commencé en 2008, alors que plusieurs fabricants ont commencé à transférer leur production outre-mer, mais il en a rétabli la rentabilité. M. Penner est devenu un défenseur du programme Made in the USA, lequel visait à ramener la production aux États-Unis. En 2011, l’entreprise a étendu ses services aux États-Unis grâce à l’acquisition des actifs d’ILG (International Legwear Group), qui comprenaient les marques PEDS et MediPEDS. Le 11 mars 2015, PEDS a ouvert une usine de premier plan à Hildebran (Caroline du Nord), en présence du gouverneur Pat McCrory.
Le président des États-Unis, Barack Obama, a invité M. Penner à parler de l’investissement de PEDS lors d’une table ronde à la Maison-Blanche en 2014.

## Président du conseil d'administration d’Hydro-Québec
Le 8 octobre 2014, le premier ministre du Québec Philippe Couillard a annoncé que M. Penner remplacerait Pierre Karl Péladeau comme président du conseil d'administration d’Hydro-Québec. Il est le premier anglophone et la personne la plus jeune à occuper ce poste. Il a confirmé que la société Hydro-Québec ne serait pas privatisée.
À la suite des Élections générales québécoises de 2018, il démissionne de ce poste début novembre pour être remplacé par Jacynthe Côté.

## Distinction
En 2008, M. Penner a été reconnu parmi les « 40 Canadiens de moins de 40 ans » par Caldwell Partners.